# Aleksander Minorski

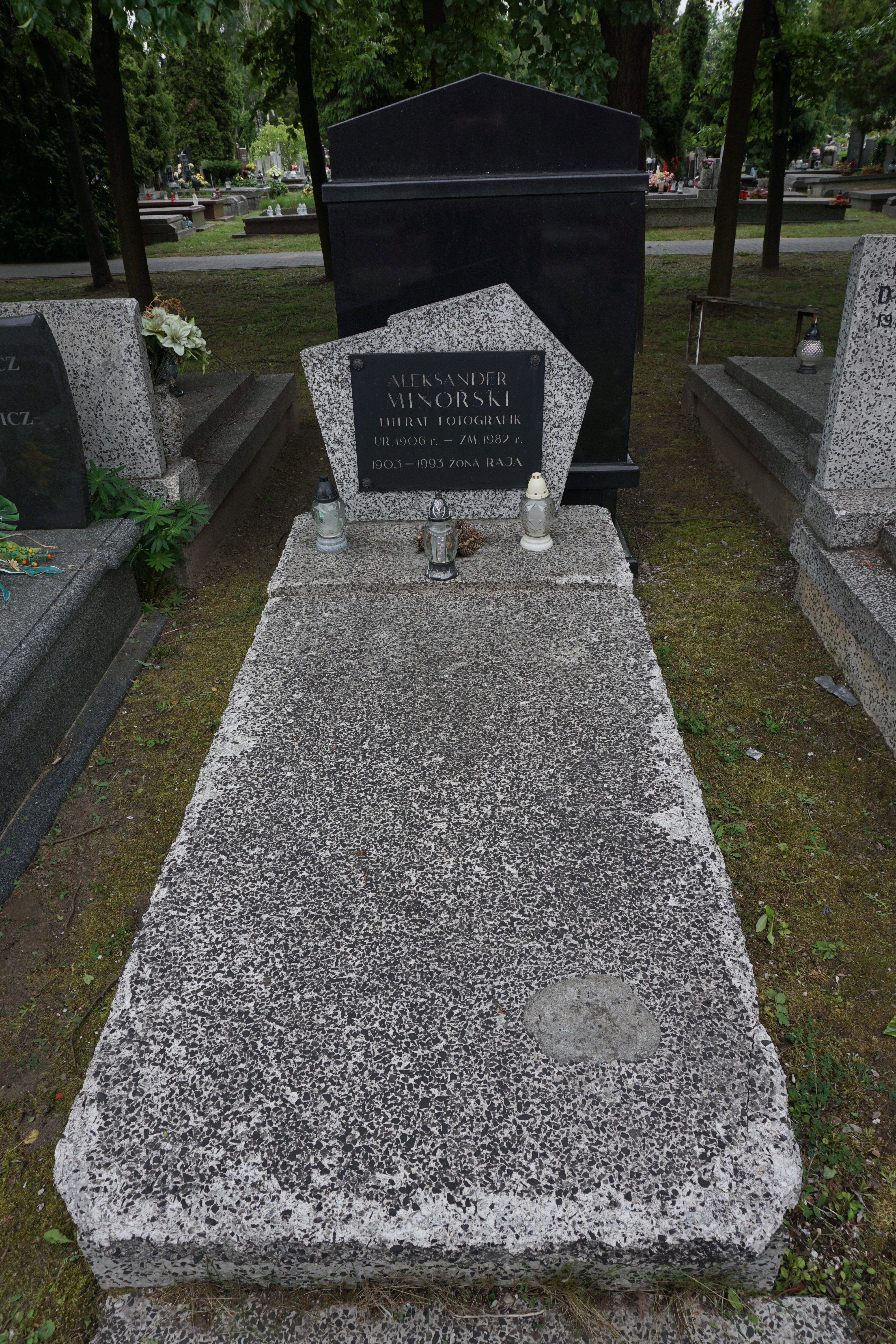
Grób Aleksandra Minorskiego na cmentarzu Komunalnym Północnym

Aleksander Minorski (ur. 30 sierpnia 1906, zm. 10 kwietnia 1982 w Warszawie) – polski fotografik i literat.

## Życiorys
Był wziętym przedwojennym fotografikiem, przedmiotem jego zdjęć było codzienne życie w Warszawie, fotografia krajoznawcza, zajmował się także robieniem fotosów z planów filmowych i reżyserował dokumentalne filmy krótkometrażowe. Najbardziej znane prace Minorskiego podejmowały drażliwe kwestie społeczne – przede wszystkim ubóstwo rodzin proletariackich zamieszkujących wolskie przedmieścia stolicy. Część z nich znalazła się w albumie Dola i niedola naszych dzieci, wydanym w roku 1938 z okazji Ogólnopolskiego Kongresu Dziecka. Mimo patronatu Marii Mościckiej niemal cały nakład tej publikacji (60 000 egz.) został zatrzymany i zniszczony na polecenie premiera Felicjana Sławoja Składkowskiego. Niezbędnych zmain dokonano także na przygotowanej już wystawie "Dziecko w Polsce", którą otworzono w budynku dawnej fabryki Rohn-Zieliński S.A. przy ulicy Nowogrodzkiej 74. W kwietniu 1939 roku fotografik został aresztowany i zesłany do obozu w Berezie Kartuskiej. Po wybuchu II wojny światowej znalazł się na terenie ZSRR. Do kraju powrócił w roku 1949. W 1970 ukazała się napisana przez Aleksandra Minorskiego zbeletryzowana biografia pioniera lotnictwa i rzeźbiarza ludowego Jana Wnęka pod tytułem „Ikar znad Dunajca”.
Spoczywa na Komunalnym Cmentarzu Północnym w Warszawie (kw. E-VII-3-5).